# 克里斯蒂安·阿尔瓦雷斯
克里斯蒂安·阿尔瓦雷斯（西班牙語：Cristián Álvarez，1980年1月20日—），智利男子足球运动员，司职后卫。他曾代表智利国奥队参加2000年夏季奥林匹克运动会足球比赛，获得一枚铜牌。